# Franklin Lucena
Franklin José Lucena Peña (Acarigua, 20 febbraio 1981) è un ex calciatore venezuelano, di ruolo difensore.